# Alexander Doering
Alexander Doering (* 28. Dezember 1974 in Ost-Berlin) ist ein deutscher Synchronsprecher, Schauspieler sowie Hörspiel- und Hörbuchsprecher.

## Leben
Er ist ein Sohn von Rainer Doering und der ältere Bruder von Manja Doering. Seine Ausbildung absolvierte er in der Zeit von 1999 bis 2003 an der Hochschule für Schauspielkunst Ernst Busch in Berlin. Von Oktober 2002 bis Ende der Spielzeit 2006/2007 hatte er ein festes Engagement am Berliner Ensemble.
Als Synchronsprecher sprach er die Rolle des Hans in dem Film Die Rückkehr der Märchenbraut. In Deutschland ist er vor allem durch die Synchronisation von Dominic Monaghan in der Rolle des Merry Brandybock in der Herr-der-Ringe-Filmtrilogie bekannt geworden. In dem Science-Fiction-Film Avatar – Aufbruch nach Pandora, der am 17. Dezember 2009 in die deutschen Kinos kam, sprach er die Rolle des Jake Sully (Sam Worthington). Im Fernsehen ist er unter anderem die deutsche Stimme von Mick St. John in der Fernsehserie Moonlight, von Alaric Saltzman in Vampire Diaries, von Thomas Ian Nicholas in den American-Pie-Filmen und des Agenten Kimball Cho in der Polizei-Dramaserie The Mentalist. Zusätzlich spricht er die Rolle des Vincent Keller in der Serie Beauty and the Beast. Unter anderem synchronisierte er in Underworld: Awakening den David, gespielt von Theo James. In der Realverfilmung von Black Butler aus dem Jahr 2014 spricht er die Rolle des Jay. Bekannt ist er auch als die deutsche Stimme des Dieners Thomas Barrow aus der englischen Serie Downton Abbey. Er arbeitete außerdem als Synchronsprecher für Revenge in der Rolle des Jack Porter. Auch in der amerikanischen TV-Serie Supernatural war er in der Rolle des Haupt-Antagonisten, der siebten Staffel, Richard „Dick“ Roman zu hören.
Neben der Synchronisation hat Doering auch bei Hörspielen mitgewirkt, so unter anderem bei Sherlock Holmes – Das Zeichen der Vier.
Seit 2013 verleiht er zudem dem Kundenservice der Deutschen Telekom AG seine Stimme.
Des Weiteren lieh er seine Stimme auch verschiedenen Nebenfiguren in diversen Videospielen. Unter anderem sprach er den Hauptcharakter Shay Patrick Cormac des Ende 2014 veröffentlichten Videospiels Assassin’s Creed Rogue.

## Synchronrollen (Auswahl)
Für Sam Worthington
- 2009: Avatar – Aufbruch nach Pandora als Jake Sully
- 2010: Macbeth als Macbeth
- 2010: Kampf der Titanen als Perseus
- 2010: Last Night als Michael Reed
- 2011: Liebe, oder lieber doch nicht als Miles
- 2011: Eine offene Rechnung als junger David
- 2012: Texas Killing Fields – Schreiendes Land als Mike Souder
- 2012: Ein riskanter Plan als Nick Cassidy
- 2012: Zorn der Titanen als Perseus
- 2013: Drift – Besiege die Welle als JB
- 2014: Sabotage als James „Monster“ Murray
- 2015: Cake als Roy Collins
- 2015: Kidnapping Freddy Heineken als Willem Holleeder
- 2016: The Keeping Room: Bis zur letzten Kugel als Moses
- 2017, 2020: Manhunt: Unabomber (Fernsehserie) als Jim „Fitz“ Fitzgerald
- 2022: Avatar: The Way of Water als Jake Sully
- 2022: Mord im Auftrag Gottes (Miniserie) als Ron Lafferty
- 2024: Lift als Dennis Huxley

Für Patrick Wilson
- 2012: Young Adult als Buddy Slade
- 2013: Conjuring – Die Heimsuchung als Ed Warren
- 2014: Space Station 76 als Captain Glenn Terry
- 2015: Stretch als Stretch
- 2015: Home Sweet Hell als Don Champagne
- 2015: Zipper – Geld. Macht. Sex. Verrat. als Sam Ellis
- 2015: Fargo (Fernsehserie) als Lou Solverson
- 2016: Bone Tomahawk als Arthur
- 2016: Conjuring 2 als Ed Warren
- 2017: The Founder als Rollie Smith
- 2018: The Commuter als Alex Murphy
- 2019: Annabelle 3 als Ed Warren
- 2021: Conjuring 3: Im Bann des Teufels als Ed Warren

Für Oscar Isaac
- 2010: Robin Hood als Johann Ohneland
- 2015: Ex Machina als Nathan
- 2015: Star Wars: Das Erwachen der Macht als Poe Dameron
- 2017: Star Wars: Die letzten Jedi als Poe Dameron
- 2018: Auslöschung als Kane
- 2019: Triple Frontier als Santiago „Pope“ Garcia
- 2019: Star Wars: Der Aufstieg Skywalkers als Poe Dameron
- 2021: Dune als Herzog Leto Atreides
- 2022: The Card Counter als William Tell
- 2022: Moon Knight (Fernsehserie) als Steven Grant / Marc Spector / Moon Knight

Für Henry Cavill
- 2009: Whatever Works – Liebe sich wer kann als Randy Lee James
- 2013: Man of Steel als Clark Kent / Superman
- 2016: Batman v Superman: Dawn of Justice als Clark Kent / Superman
- 2017: Justice League als Clark Kent / Superman
- 2018: Mission: Impossible – Fallout als August Walker
- 2019: Nomis – Die Nacht des Jägers als Marshall
- 2019–2023: The Witcher (Fernsehserie) als Geralt von Riva
- 2020: Enola Holmes als Sherlock Holmes
- 2021: Zack Snyder’s Justice League als Clark Kent / Superman
- 2022: Enola Holmes 2 als Sherlock Holmes
- 2024: Argylle als Agent Aubrey Argylle

Für Thomas Ian Nicholas
- 2000: American Pie – Wie ein heißer Apfelkuchen als Kevin Myers
- 2001: American Pie 2 als Kevin Myers
- 2002: Halloween: Resurrection als Bill Woodlake
- 2003: American Pie – Jetzt wird geheiratet als Kevin Myers
- 2010: Please Give als Eugene
- 2011: Krieger des Lichts als Michael
- 2012: American Pie – Das Klassentreffen als Kevin Myers
- 2022: Adverse – Zeit der Vergeltung als Ethan

Für Stephen Merchant
- 2007, 2010: Extras (Fernsehserie) als Darren Lamb
- 2010: Zahnfee auf Bewährung als Tracy
- 2014: Hello Ladies: Der Film als Stuart Pritchard
- 2016: The Big Bang Theory (Fernsehserie; 9. Staffel) als Dave Gibbs
- 2017: Logan – The Wolverine als Caliban
- 2018: Verschwörung als Frans Balder
- 2019: Fighting with My Family als Hugh
- 2020: Jojo Rabbit als Deertz

Für Jack Huston
- 2013: Nachtzug nach Lissabon als Amadeu
- 2013: American Hustle als Pete Musane
- 2020: Antebellum als Cpt. Jasper
- 2021: House of Gucci als Domenico De Sole
- 2022: Pfad der Vergeltung als Shelby John

Für Johnny Yong Bosch
- 1995–1998: Für Johnny Yong Bosch in Power Rangers (Fernsehserie; 2.–5. Staffel) als Adam Park
- 1995: Power Rangers – Der Film als Adam / schwarzer Ranger
- 1998: Turbo: Der Power Rangers Film als Adam Park / grüner Turbo Ranger

Für Rob James-Collier
- 2011–2016: Downton Abbey (Fernsehserie) als Thomas Barrow
- 2019: Downton Abbey als Thomas Barrow

Für Rupert Penry-Jones
- 2009, 2012–2013, 2022: Whitechapel (Fernsehserie) als DI Joe Chandler
- 2009–2012: Spooks – Im Visier des MI5 (Fernsehserie; 3.–7. Staffel) als Adam Carter

Für Takeshi Kaneshiro
- 2005: House of Flying Daggers als Jin
- 2009: Red Cliff als Zhuge Liang

### Filme
- 1991: Für Elijah Wood in Luke, der einzige Zeuge (Fernsehfilm) als Luke Winfield
- 1996: Für Jason London in Der Mann im Mond als Court Foster
- 1998: Für Filip Blažek in Die Perlenjungfrau als Wendelin
- 1999: Für Barry Watson in Tötet Mrs. Tingle! als Luke Churner
- 2000: Für Matej Hádek in Die drei müden Prinzessinnen (Fernsehfilm) als Peter
- 2003: Für Chad Lindberg in October Sky als Sherman O'Dell
- 2006: Für Jamie Dornan in Marie Antoinette als Axel von Fersen
- 2008: Für Steven Strait in 10.000 B.C. als D’Leh
- 2009: Für Jonathan Rhys Meyers in Die Kinder der Seidenstraße
- 2009: Für Eric Winter in Die nackte Wahrheit als Colin
- 2011: Für Tomer Sisley in Largo Winch II – Die Burma Verschwörung als Largo Winch
- 2013: Für Riz Ahmed in Trishna als Jay
- 2013: Für John Cho in Voll abgezockt als Daniel Casey
- 2014: Für James D’Arcy in The Philosophers – Wer überlebt? als Mr. Eric Zimit
- 2016: Für Theo James in Underworld: Blood Wars als David
- 2017: Für Jonas Karlsson in Schneemann als Mathias
- 2018: Für Toby Kebbell in Der ägyptische Spion, der Israel rettete als Danny Ben Aroya
- 2020: Für Lee Sun-kyun in Parasite als Park Dong-ik
- 2020: Für Ethan Peck in The Midnight Sky als junger Augustine
- 2021: Für David Dencik in James Bond 007: Keine Zeit zu sterben als Waldo Obruchev
- 2021: Für Alessandro Nivola in The Many Saints of Newark als Richard „Dickie“ Moltisanti
- 2023: Für Colin Farrell in The Banshees of Inisherin als Pádraic Súilleabháin
- 2024: Für Ji-hoon Park in Badland Hunters als Kwon Sang-sa

### Serien
- 1993: Für Jeremy Miller in Unser lautes Heim als Ben Seaver
- 1994–1995: Für Ondřej Kepka in Die Rückkehr der Märchenbraut  als Hans Maier
- 1998–1999, 2001: Für Sean Maguire in Polizeiarzt Dangerfield als Marty Dangerfield
- 2000, 2003: Für Miroslav Šimůnek in Teuflisches Glück als Hannes
- 2007, 2010: Für Stephen Merchant in Extras als Darren Lamb
- 2008: Für Alex O’Loughlin in Moonlight als Mick St. John
- 2008–2009: Für Michael Obiora in Hotel Babylon als Ben Trueman
- 2009–2010: Für Ken Leung in Lost (4.–6. Staffel) als Miles Straume
- 2009–2015: Für Tim Kang in The Mentalist als Kimball Cho
- 2010: Für Chris Diamantopoulos in 24 (8. Staffel) als Rob Weiss
- 2011–2016, 2018: Für Sullivan Stapleton in Strike Back als Sergeant Damien Scott
- 2012–2013: Für Chris O’Dowd in Girls als Thomas-John
- 2012–2014, 2017–2018: Für Adam Scott in Parks and Recreation als Ben Wyatt
- 2012–2015: Für Nick Wechsler in Revenge als Jack Porter
- 2014–2016: Für Jay Ryan in Beauty and the Beast als Vincent Keller
- 2016–2020: Peter Franzén in Vikings als König Harald „Schönhaar“
- 2017–2018, 2020, 2022: Für Ben Barnes in Westworld als Logan
- seit 2019: Für Chris Carmack in Grey’s Anatomy (ab 15. Staffel) als Dr. Atticus „Link“ Lincoln
- 2019: Für Walton Goggins in Deep State (2. Staffel) als Nathan Miller
- 2019–2021: Joel Kinnaman in Hanna als Erik Heller
- 2019–2022: Für Matthew Davis in Legacies als Alaric Saltzmann
- 2020, 2023: Für Louis Ozawa Changchien in Hunters als Joe Mizushima
- seit 2021: Für Stephen Merchant in The Outlaws als Gregory „Greg“ Dillard
- 2021–2025: Für Shemar Moore in S.W.A.T. (2. Stimme ab 4. Staffel) als Sergeant Daniel „Hondo“ Harrelson
- 2021: Für Tony Dalton in Hawkeye als Jack Duquesne
- 2021: Für Thibaut Évrard in Paris Police 1900 als Joseph Fiersi
- 2022–2024: Für Cheyenne Jackson in Call Me Kat als Max
- 2024: Für Juan Pablo Medina in Bandidos als Wilson

### Zeichentrick und Anime
- 1994: Eine fröhliche Familie als John Murphy
- 1994: James Bond Jr. als Trevor Noseworthy IV.
- 1995–1996: Schneewittchen als Richard von Albertville
- 2003–2006: Detektiv Conan (ab Staffel 5) als Ninzaburou Shiratori
- 2007: Chrono Crusade als Juan Remington
- seit 2008: Detektiv Conan (Filmreihe) als Kommissar Ninzaburo Shiratori
- 2012: Rurouni Kenshin als Sanosuke Sagara
- 2018–2019: Star Wars Resistance als Poe Dameron
- 2021–2022: Fate: The Winx Saga als Saul Silva
- 2022: Die Addams Family 2 (Animationsfilm) als Gomez Addams
- 2023: Wish als König Magnifico

### Sonstiges
- seit 2013: Stimme des Kundenservices der Deutschen Telekom AG[2]

## Hörspiele (Auswahl)
- 2015: Lady Bedfort Folge 82: Lady Bedfort und die Leiche im ewigen Eis. Hörplanet  & BookBeat (Hörspiel)
- 2016: Der ultimative Spiderman 12, Marvel Music, Inc. (Der ultimative Spider-Man)
- 2018 (Audible: 2020): Star Wars: Das Erwachen der Macht (Filmhörspiel), Walt Disney Records (Universal Music)

## Hörbücher (Auswahl)
- 2019: Michael Kogge: Star Wars: Das Erwachen der Macht (Jugendroman), der Hörverlag & Audible, ISBN 978-3-8445-3260-9
- 2019: Michael Kogge: Star Wars: Die letzten Jedi (Jugendroman), der Hörverlag, ISBN 978-3-8445-3191-6
- 2019: Star Wars Episode 1-8: Die Star Wars-Saga für Kinder erzählt, der Hörverlag, ISBN 978-3-8445-3739-0
- 2020: Michael Kogge: Star Wars: Der Aufstieg Skywalkers (Jugendroman), der Hörverlag, ISBN 978-3-8445-3826-7